# Амбој (Индијана)
Амбој (енгл. Amboy) град је у америчкој савезној држави Индијана.

## Демографија
По попису из 2010. године број становника је 384, што је 24 (6,7%) становника више него 2000. године.
| Група             | 2000.       | 2010.       |
| Белци             | 350 (97,2%) | 371 (96,6%) |
| Афроамериканци    | 0 (0,0%)    | 2 (0,5%)    |
| Азијати           | 1 (0,3%)    | 4 (1,0%)    |
| Хиспаноамериканци | 4 (1,1%)    | 3 (0,8%)    |
| Укупно            | 360         | 384         |